# Anders knackar på
Anders knackar på är ett svenskt TV-program på TV4 med Anders Öfvergård, även känd som Arga snickaren från programmet med samma namn, som programledare. I programmet åker Anders hem till ett antal kända svenskar som behöver hjälp med olika byggprojekt eller liknande i både villa och lägenhet. 
Den första säsongen hade premiär 22 januari 2018, Senaste säsongen, säsong fem hade premiär den 18 oktober 2021.

## Medverkande kändisar per säsong

### Säsong 1[3]
- Avsnitt 1: Barbro "Lill-Babs" Svensson
- Avsnitt 2: Per Morberg & Inese Morberg
- Avsnitt 3: Martin Stenmarck & Hanna Hedlund
- Avsnitt 4: Pär Lernström och Linda Öhrn Lernström
- Avsnitt 5: Clara Henry
- Avsnitt 6: Malin Baryard & Henrik Johnsson
- Avsnitt 7: Eva Röse & Jakob Felländer
- Avsnitt 8: Rickard Söderberg

### Säsong 2[4]
- Avsnitt 1: Peter Magnusson
- Avsnitt 2: Hannah Graaf
- Avsnitt 3: Dogge Doggelito
- Avsnitt 4: Siw Malmkvist & Fredrik Ohlsson
- Avsnitt 5: Dregen
- Avsnitt 6: Shima Niavarni
- Avsnitt 7: Gustaf Hammarsten & Jessica Liedberg
- Avsnitt 8: Måns Zelmerlöw & Ciara Jansson

### Säsong 3[5]
- Avsnitt 1: Per Andersson
- Avsnitt 2: Dan Ekborg
- Avsnitt 3: Hanna Hellquist
- Avsnitt 4: Rickard Olsson
- Avsnitt 5: Shirley Clamp
- Avsnitt 6: Maria Lundqvist
- Avsnitt 7: Agneta Sjödin
- Avsnitt 8: Björn Skifs
- Avsnitt 9: Lotta Engberg
- Avsnitt 10: Tony Irving

### Säsong 4[6]
- Avsnitt 1: Janne Andersson
- Avsnitt 2: Björn Gustafsson
- Avsnitt 3: Maja Ivarsson
- Avsnitt 4: Anders Lundin